# قلمرو کیتسوره‌گاوا

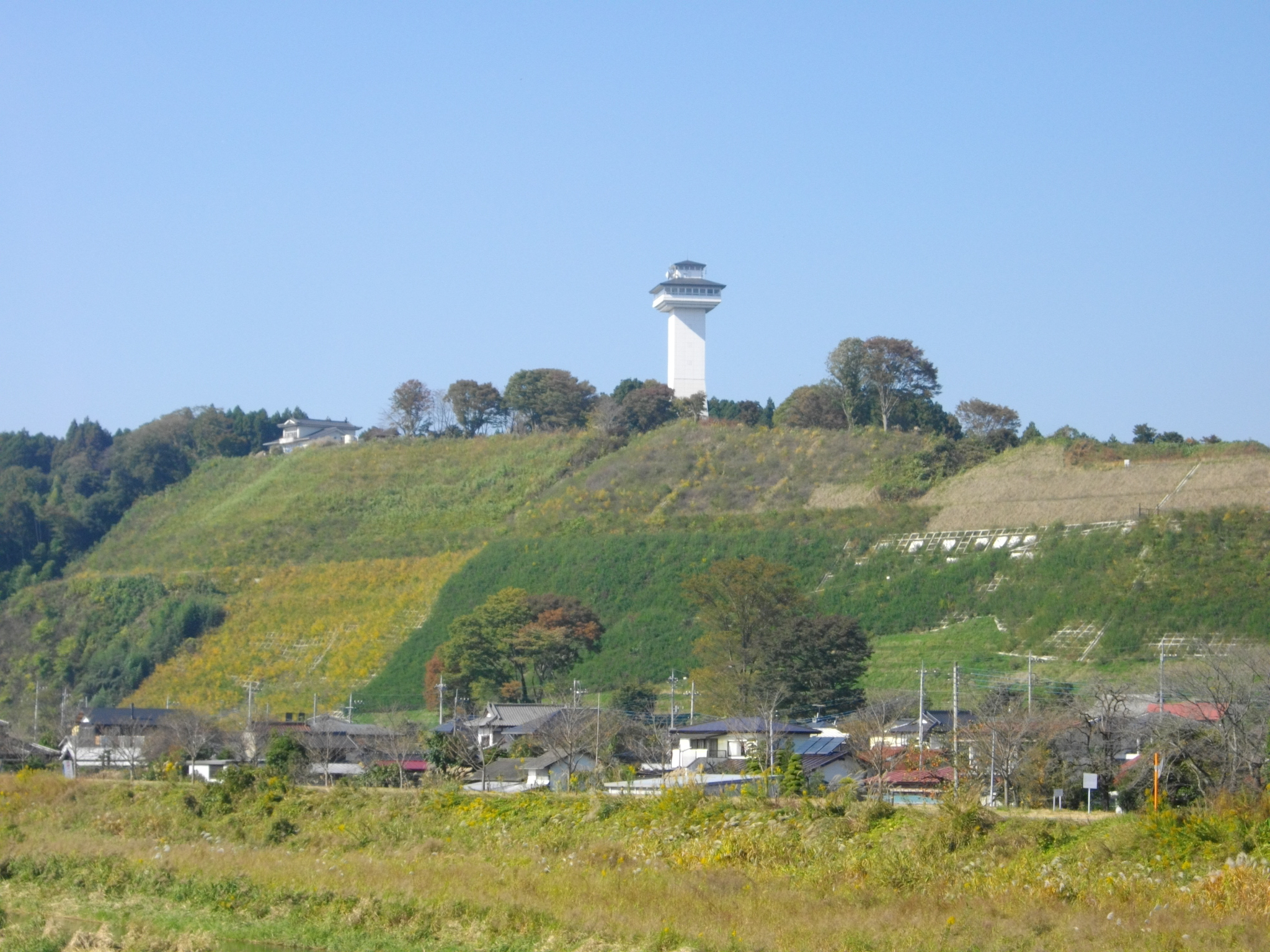
ویرانه‌های قلعه کاتسورگاوا

قلمروی کیتسوره‌گاوا (به ژاپنی: 喜連川藩) یکی از قلمروهای فئودالی در شوگون‌سالاری توکوگاوا در ژاپن بود. این قلمرو با ولایت شیموتسوکه قدیم و استان توچیگی در ارتباط است. این قلمرو تحت اختیار خاندان آشیکاگا قرار داشت.